# Pernambuco Tramways
The Pernambuco Tramways & Power Company Limited foi uma empresa inglesa criada em 24 de janeiro de 1913, em Londres, com a finalidade de instalar e operar linhas de bondes elétricos no Recife, Pernambuco
Paralelamente à concessão do serviço de bondes, a empresa também explorou a distribuição de energia elétrica no Recife.

## Bondes
Em 13 de maio de 1914 foi inaugurada a primeira linha de bondes elétricos do Recife, ligando o bairro do Recife (que era uma península) ao da Boa Vista, atravessando toda a ilha correspondente ao bairro de Santo Antônio.
Até então, o Recife era servido por bondes a vapor (Maxambombas), que substituíram os com tração animal, operados pela Pernambuco Street Railway Company, desde 1883.
A substituição desses bondes por veículos elétricos foi gradual e em 1922 deixaram de transitar os veículos a vapor.
Em 1920, com 130 veículos motorizados, 110 reboques e 141 km de linhas, o sistema de bondes elétricos do Recife era o terceiro maior do Brasil.
O sistema de bondes foi desativado e o último veículo trafegou em 1954, indo do bairro do Recife ao da Madalena.
Porém, a Pernambuco Tramways foi acusada de quebra de contrato e instada a restaurar o sistema de linhas de bondes, o que foi parcialmente feito, com um bonde diário do bairro da Boa Vista até Beberibe.

## Energia elétrica
Em 27 de outubro de 1913 o governo de Pernambuco assinou contrato com a Pernambuco Tramways para fornecimento de energia elétrica residencial e iluminação pública.
A energia elétrica era fornecida por máquinas geradoras da companhia concessionária.
Em 1 de dezembro de 1954 o Recife passou a receber energia elétrica gerada pela usina hidrelétrica de Paulo Afonso, da Chesf - Companhia Hidro-elétrica do São Francisco, que só iria ser inaugurada oficialmente em 1955 pelo então presidente Café Filho.

## Mudança de controle acionário
Em 1928 a General Electric Company comprou a Pernambuco Tramways. O sistema operado foi ampliado e melhorado.

## Encerramento de atividades
Em 23 de maio de 1968 o presidente Artur da Costa e Silva assinou o decreto 62761 declarando definitivamente encerrado o contrato entre o governo de Pernambuco e a Pernambuco Tramways para exploração da concessão de transporte de passageiros por bonde e de distribuição de energia elétrica. Esta concessão (com o acervo da companhia) passou à empresa estatal criada para tal fim, Companhia de Eletricidade de Pernambuco - Celpe.
A Companhia de Transportes Urbanos, empresa municipal, passou a oferecer transporte coletivo em ônibus elétricos.
Algumas linhas férreas utilizadas pelos bondes foram, a partir de 1985, aproveitadas para a instalação e funcionamento do Metrô do Recife.